# Sarah Hyland
Sarah Jane Hyland (Nova York, 24 de novembre de 1990) és una actriu estatunidenca. És coneguda per actuar a Modern Family, una comèdia del canal ABC. També va participar en una pel·lícula de Disney Channel Geek Charming, al costat de Matt Prokop, la seva ex parella.

## Biografia
Hyland va néixer a Manhattan, Nova York, filla dels actors Melissa Canaday i Edward James Hyland. És la germana de l'actor Ian Hyland. Va estudiar a l'Escola Professional d'Arts Escèniques a Manhattan.
Hyland ha estat actuant des del seu primer paper com la filla de Howard Stern en la pel·lícula Parts íntimes el 1997. Va passar a retratar papers com Molly en el remake de 1999 d'Annie, i Maddie Healy en Lipstick Jungle a la NBC. Hyland apareix en un comercial d'Olive Garden juntament amb l'actriu Molly Culver, i també ha aparegut a Broadway com la jove Jacqueline Kennedy Onassis en Grey Gardens.
Actualment interpreta l'adolescent Haley Dunphy en la comèdia d'ABC Modern Family, en la qual ha guanyat un Screen Actors Guild Award al Millor Repartori en un programa de Comedia, juntament amb la resta d'actors que formen la serie.
Des de 2009, Hyland ha interpretat a Haley Dunphy en la sitcom d'ABC Modern Family, de la qual ella i la resta de l'elenc del programa han guanyat els Screen Actors Guild Award for Outstanding Performance by an Ensemble in a Comedy Series cada any entre 2011 i 2014. El 2011, Hyland va coprotagonitzar la pel·lícula original de Disney Channel Geek Charming.
El 2012, Hyland va aparèixer en el film Struck by Lightning. Al setembre de 2012, es va anunciar que ella formaria part d'una campanya d'anuncis de Nintendo 3DS. Dianna Agron i Gabby Douglas són part de la campanya també.
El 2017, ha començat a treballar en la sèrie estatunidenca Shadowhunters, en la qual interpreta el paper de la Reina Seelie, i on comparteix repartiment amb la seva exparella Dominic Sherwood.

### Vida personal
Hyland va ser diagnosticada amb displàsia renal de petita i va rebre un trasplantament de ronyó l'abril de 2012.
Hyland va sortir amb Geek Charming Matt Prokop durant diversos anys fins a agost de 2014. L'agost de 2014, Hyland va obtenir una ordre de restricció temporal contra violència domèstica a Prokop per abusar física i verbalment d'ella durant els últims quatre anys de la seva relació. A l'octubre de 2014, l'ordre de restricció es va convertir permanent.
A partir de febrer de 2015, ha estat sortint amb el seu company de Vampire Academy Dominic Sherwood. Tots dos van acabar la seva relació a finals de juliol del 2017. En novembre de 2017 es va saber que estava amb Wells Adams, amb el qual esta en aquests moments. El juliol de 2019, la parella es va prometre.